# 医用生体工学
医用生体工学（いようせいたいこうがく）、または、生体医工学（せいたいいこうがく、英語：biomedical engineering）は、医学と工学の領域を融合した学問分野である。医用生体工学と同義、または、これに含まれる学問の名称として、医用電子工学、医療工学などがある。医用生体工学を医用工学と生体工学に大別する分類方法もあるが、同義として扱われることも多い。

## 医用工学
工学の知識を医学へ応用しようとする学問分野。検査機器や人工臓器、生命維持管理装置など、さまざまな医療機器の研究開発が主な分野である。現在注目されている技術の一つは医療用ロボット（手術ロボット）で、ロボットにより手術を行う事が可能かどうか医用工学に携わる学者（技師・開発者）等が研究し開発実験を実施している。

## 生体工学
生体の仕組みを工学へ応用しようとする学問分野（目的は医用に限定されない）。ニューラルネットワーク、DNAコンピュータなどの研究分野である。

## 研究機関
比較的初期に、北里大学で、臨床工学の分野で設立され、各地に医用生体工学の学科が設置されている。また、東北大学大学院には医用生体工学を含むより広範な分野の医工学研究科が設置された。

### 医用生体工学関連の学科を設置している大学
- 北海道大学 工学部 情報エレクトロニクス学科 生体情報コース
- 北見工業大学 工学部 地域未来デザイン工学科 機械知能・生体工学コース
- 東北大学 工学部
  - 機械知能・航空工学科 機械・医工学コース
  - 電気情報物理工学科 バイオ・医工学コース
- 山形大学 工学部 応用生命システム工学科（2017年学生募集停止、「化学・バイオ工学科」「機械システム工学科」へ）
- 新潟大学 工学部 融合領域分野 人間支援感性科学プログラム
- 筑波大学 工学システム学類 知能機能システム専攻 医用生体工学研究室
- 千葉大学 工学部 総合工学科 医工学コース
- 東京科学大学 工学院 機械系 ライフエンジニアリングコース（旧東京工業大学 工学部 機械科学科 生体システム学分野（生体工学、医用・福祉機器）／東京科学大学総合研究院生体材料工学研究所
- 東京農工大学 工学部 生体医用システム工学科（2019年度設置予定）
- 長岡技術科学大学 工学部 生物機能工学課程 医用生体工学研究室
- 北海道科学大学 保健医療学部 臨床工学科
- 埼玉医科大学 保健医療学部 医用生体工学科
- 早稲田大学 先進理工学部 生命医科学科
- 同志社大学 生命医科学部 医工学科
- 東京都市大学 理工学部 医用工学科（2007年度～）
- 東洋大学 理工学部 生体医工学科（2009年度～）
- 芝浦工業大学 システム理工学部 生命科学科生命医工学コース
- 国士舘大学 理工学部 理工学科 健康医工学系
- 桐蔭横浜大学 医用工学部 生命医工学科
- 北里大学 医療衛生学部 医療工学科 臨床工学専攻（1994年度～）
- 杏林大学 保健学部 臨床工学科
- 東都大学 幕張ヒューマンケア学部 臨床工学科 (2021年度～)
- 東海大学
  - 工学部 医用生体工学科（1991年度～）（前身の「開発工学部」から）
  - 基盤工学部 医療福祉工学科（2013年度～）
- 東亜大学 医療学部 臨床工学科
- 鈴鹿医療科学大学 医用工学部 医用情報工学科
- 京都大学 医学部 人間健康科学科／大学院医学研究科 人間健康科学系専攻 知能医工学分野
- 大阪大学 基礎工学部 システム科学科 生物工学コース／大学院基礎工学研究科　機能創成専攻　生体工学領域
- 大阪工業大学 工学部 生体医工学科（2010年学生募集停止、「生命工学科」へ）
- 大阪電気通信大学 医療福祉工学部 医療福祉工学科（2001年度～）
- 神戸大学 医学部 医療創成工学科
- 近畿大学 生物理工学部 医用工学科
- 滋慶医療科学大学　臨床工学科(2021年度～）
- 岡山理科大学 工学部 生体医工学科（2007年度～2014年度）
- 広島工業大学 生命学部 生体医工学科
- 九州工業大学 大学院 生命体工学研究科